# 12542 Laver
12542 Laver este un asteroid din centura principală de asteroizi.

## Descriere
12542 Laver este un asteroid din centura principală de asteroizi. A fost descoperit pe 10 august 1998 la Reedy Creek de John Broughton. El prezintă o orbită caracterizată de o semiaxă mare de 3,17 ua, o excentricitate de 0,15 și o înclinație de 5,1° în raport cu ecliptica.